# Mr. India
Pour plus de détails, voir Fiche technique et Distribution.
Mr. India est un film indien réalisé par Shekhar Kapur, sorti en 1987.

## Synopsis
Arun Verma découvre une machine permettant de se rendre invisible conçue par son père et devient un super-héros.

## Fiche technique
- Titre : Mr. India
- Réalisation : Shekhar Kapur
- Scénario : Javed Akhtar et Salim Khan
- Musique : Laxmikant Shantaram Kudalkar et Pyarelal Ramprasad Sharma
- Photographie : Baba Azmi
- Montage : Waman B. Bhosle et Gurudutt Shirali
- Production : Boney Kapoor
- Société de production : Narsimha Enterprises
- Pays :  Inde
- Genre : Action, comédie dramatique, film musical et science-fiction
- Durée : 179 minutes
- Dates de sortie : 
  -  Inde : 25 mai 1987

## Distribution
- Anil Kapoor : Arun Verma / Mr. India
- Sridevi : Seema Sohni
- Amrish Puri : Mogambo
- Satish Kaushik : Calendar
- Annu Kapoor : M. Gaitonde
- Ajit Vachani : Teja
- Sharat Saxena : Daaga
- Ashok Kumar : le professeur Sinha
- Bob Christo : M. Wolcott
- Ramesh Deo : l'inspecteur de police
- Yunus Parvez : Maniklal
- Harish Patel : Roopchand
- Gurbachan Singh : le capitaine Zorro
- Anjan Srivastav : Baburam

## Distinctions
Sridevi a remporté un Filmfare Award spécial pour ce film ainsi que pour le film Nagina.